# Muzeum Pamiątek Wojsk Inżynieryjnych w Gozdowicach
Muzeum Pamiątek Wojsk Inżynieryjnych 1 Armii Wojska Polskiego w Gozdowicach – muzeum z siedzibą we wsi Gozdowice (powiat gryfiński). Muzeum jest jednostka organizacyjną gminy Mieszkowice, pozostająca w zarządzie tamtejszego Zakładu Usług Komunalnych. 
Muzeum powstało w 1965 roku, a przy jego organizacji pracowali saperzy z Wyższej Szkoły Oficerskiej Wojsk Inżynieryjnych we Wrocławiu pod dowództwem mjr. Konstantego Machajskiego. Mieści się w budynku, który w kwietniu 1945 roku, podczas forsowania Odry był siedzibą sztabu gen. Jerzego Bordziłowskiego, szefa wojsk inżynieryjnych 1 Armii Wojska Polskiego oraz mjr. Aleksandra Kofanowa – dowódcy 6 Batalionu Pontonowo-Mostowego. Pierwszym opiekunem zbiorów był st. szer. Andrzej Kraska. 
W ramach muzealnej wystawy prezentowane są pamiątki po wojskach inżynieryjnych, m.in. dokumenty, mapy, zdjęcia, umundurowanie oraz modele urządzeń (mosty pontonowe, kafar). Zrekonstruowano również schron bojowy dowódcy wojsk. Na wystawie plenerowej prezentowane są m.in. amfibie, łodzie oraz barki desantowe.
Muzeum jest placówką sezonową, czynną w okresie letnim. Wstęp jest płatny.